# Memorial Marco Pantani 2024
De twintigste editie van de wielerwedstrijd Memorial Marco Pantani vond plaats op 14 september 2024. De wedstrijd startte  in Cesena en finishte 195,4 kilometer later in Cesenatico. De wedstrijd maakte deel uit van de UCI Europe Tour, met de categorie 1.1. De Zwitser Marc Hirschi boekte zijn vijfde overwinning op rij, voor de Italianen Lorenzo Milesi en Vincenzo Albanese.

## Uitslag
| Plaats  | Naam               | Ploeg                         | Tijd     |
| ------- | ------------------ | ----------------------------- | -------- |
| Winnaar | Marc Hirschi       | UAE Team Emirates             | 4u31'11" |
| 2       | Lorenzo Milesi     | Movistar                      | z.t.     |
| 3       | Vincenzo Albanese  | Arkéa-B&B Hotels              | z.t.     |
| 4       | Stefano Oldani     | Cofidis                       | z.t.     |
| 5       | Marco Tizza        | Bingoal WB                    | z.t.     |
| 6       | Alessandro Covi    | UAE Team Emirates             | z.t.     |
| 7       | Davide Piganzoli   | Polti Kometa                  | z.t.     |
| 8       | Davide De Pretto   | Jayco AlUla                   | z.t.     |
| 9       | Javier Serrano     | Polti Kometa                  | z.t.     |
| 10      | Gianluca Brambilla | Q36.5                         | z.t.     |
| 11      | Kristian Sbaragli  | Corratec-Vini Fantini         | z.t.     |
| 12      | Thomas Pesenti     | JCL Team UKYO                 | z.t.     |
| 13      | Jesús David Peña   | Jayco AlUla                   | z.t.     |
| 14      | Alexis Vuillermoz  | TotalEnergies                 | z.t.     |
| 15      | Thomas Silva       | Caja Rural-Seguros RGA        | z.t.     |
| 16      | Edgar Cadena       | Petrolike                     | z.t.     |
| 17      | Martin Marcellusi  | VF Group-Bardiani CSF-Faizanè | z.t.     |
| 18      | Walter Calzoni     | Q36.5                         | z.t.     |
| 19      | Sjoerd Bax         | UAE Team Emirates             | z.t.     |
| 20      | Owen Geleijn       | TDT-Unibet                    | z.t.     |
|         |                    |                               |          |
| 30      | Ben Hermans        | Cofidis                       | + 5"     |